# Список корейцев — Героев Социалистического Труда

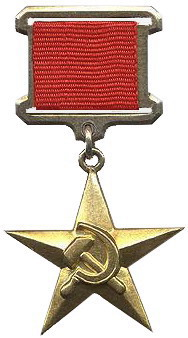
Золотая медаль «Серп и Молот»

В настоящий список включены 206 корейцев, которым было присвоено звание Героя Социалистического Труда.
В таблице отображены фамилия, имя и отчество Героев, должность и место работы на момент присвоения звания, дата Указа Президиума Верховного Совета СССР, отрасль народного хозяйства, место проживания, а также ссылка на биографическую статью на сайте «Герои страны». Формат таблиц предусматривает возможность сортировки по указанным параметрам путём нажатия на стрелку в нужной графе.

## История
С 1948 по 1976 год звание Героя Социалистического Труда было присвоено в СССР 206 корейцам, в том числе одному человеку, Ким Пен Хва, — дважды. К первым корейцам, удостоенным звания, относится 21 работник колхозов и МТС Талды-Курганской области Казахской ССР (ныне Алматинской области Казахстана), которым высшая степень отличия была присвоена Указом Президиума Верховного Совета СССР от 28 марта 1948 года за получение высоких урожаев пшеницы, ржи, хлопка и сахарной свёклы.
Бо́льшая часть корейцев — Героев Социалистического Труда (138 человек) получила высокое звание в Узбекской ССР (Ташкентская область — 132, Хорезмская область — 4, Наманганская область и Каракалпакстан — по 1).
67 Героев трудились в Казахской ССР, на территории современных Кызылординской области — 32, Алматинской области — 26, Туркестанской области — 4, Жамбылской и Костанайской областей — по 2, Акмолинской области — 1.
Один человек получил звание Героя в РСФСР (Сахалинская область).
Подавляющее большинство Героев Социалистического Труда среди корейцев приходится на работников сельского хозяйства — 205 человек; один человек представляет рыбохозяйственную промышленность. Среди Героев было 16 женщин.

## Корейцы, удостоенные звания Героя Социалистического Труда
| № | Фамилия, имя, отчество | Даты жизни              | Деятельность                                                                         | Дата присвоения       | Отрасль | Регион                | ГС       |
| - | ---------------------- | ----------------------- | ------------------------------------------------------------------------------------ | --------------------- | ------- | --------------------- | -------- |
| 1 | Ким Пен Хва            | 06.08.1905 — 07.05.1974 | Председатель колхоза «Полярная звезда» Средне-Чирчикского района Ташкентской области | 27.04.1948 26.08.1951 | сельхоз | **Ташкентская область | [ ГС 1 ] |

| №   | Фамилия, имя, отчество          | Даты жизни               | Деятельность                                                                                                | Дата присвоения | Отрасль | Регион                  | ГС         |
| --- | ------------------------------- | ------------------------ | --- | --------------- | ------- | ----------------------- | ---------- |
| 1   | Ан Вон-Сун                      | 1914 — 28.08.1976        | Звеньевой колхоза имени Будённого Нижне-Чирчикского района Ташкентской области                              | 15.10.1951      | сельхоз | **Ташкентская область   | [ ГС 2 ]   |
| 2   | Ан Гын Бон                      | 1920—2000                | Звеньевой колхоза имени Димитрова Нижне-Чирчикского района Ташкентской области                              | 21.12.1953      | сельхоз | **Ташкентская область   | [ ГС 3 ]   |
| 3   | Ан Дон-Дю                       | 1897 — 29.11.1960        | Колхозник колхоза «Большевик» Чиилийского района Кзыл-Ординской области                                     | 21.06.1950      | сельхоз | *Кызылординская область | [ ГС 4 ]   |
| 4   | Ан Михаил Иванович              | 06.02.1917 — 05.10.1993  | Бригадир колхоза «Дальний Восток» Каратальского района Талды-Курганской области                             | 28.03.1948      | сельхоз | *Алматинская область    | [ ГС 5 ]   |
| 5   | Ан Сен Нам                      | 07.07.1912 — 08.01.1997  | Агроном колхоза имени Будённого Нижне-Чирчикского района Ташкентской области                                | 18.05.1949      | сельхоз | **Ташкентская область   | [ ГС 6 ]   |
| 6   | Ан Су-Ен                        | 1913—1989                | Агроном колхоза имени Микояна Нижне-Чирчикского района Ташкентской области                                  | 13.06.1950      | сельхоз | **Ташкентская область   | [ ГС 7 ]   |
| 7   | Ан Тай-Ен                       | 1910 — 12.1989           | Бригадир колхоза имени Димитрова Нижне-Чирчикского района Ташкентской области                               | 22.05.1951      | сельхоз | **Ташкентская область   | [ ГС 8 ]   |
| 8   | Вон Менсан                      | 1892 — ????              | Звеньевой колхоза «Полярная звезда» Средне-Чирчикского района Ташкентской области                           | 18.05.1949      | сельхоз | **Ташкентская область   | [ ГС 9 ]   |
| 9   | Дё Анатолий Васильевич          | 1926 — ????              | Звеньевой колхоза имени Димитрова Нижне-Чирчикского района Ташкентской области                              | 17.07.1951      | сельхоз | **Ташкентская область   | [ ГС 10 ]  |
| 10  | Дю Чер-Хо                       | 13.02.1906 — 24.08.1989  | Звеньевой колхоза имени Димитрова Нижне-Чирчикского района Ташкентской области                              | 17.07.1951      | сельхоз | **Ташкентская область   | [ ГС 11 ]  |
| 11  | Егай Николай                    | 14.10.1926 — 19.01.1987  | Звеньевой колхоза имени Будённого Нижне-Чирчикского района Ташкентской области                              | 21.12.1953      | сельхоз | **Ташкентская область   | [ ГС 12 ]  |
| 12  | Кан Алексей                     | 1929 — 12.1980           | Рисовод совхоза «50 лет ВЛКСМ» Нукусского района Каракалпакской АССР                                        | 10.12.1973      | сельхоз | **Каракалпакстан        | [ ГС 13 ]  |
| 13  | Кан Василий Семёнович           | 26.05.1904 — 25.05.1969  | Звеньевой колхоза имени Димитрова Нижне-Чирчикского района Ташкентской области                              | 17.07.1951      | сельхоз | **Ташкентская область   | [ ГС 14 ]  |
| 14  | Кан Владимир Андреевич          | 19.02.1904 — 09.10.1975  | Бригадир колхоза «Гигант» Чиилийского района Кзыл-Ординской области                                         | 21.06.1950      | сельхоз | *Кызылординская область | [ ГС 15 ]  |
| 15  | Кан Де Хан                      | 26.06.1912 — 16.08.2008  | Председатель сельхозартели имени 18 лет Казахстана Шортандинского района Акмолинской области                | 11.01.1957      | сельхоз | *Акмолинская область    | [ ГС 16 ]  |
| 16  | Кан Лев Иванович                | 1904 — 09.02.1976        | Председатель колхоза «Заря коммунизма» Ильичёвского района Южно-Казахстанской области                       | 08.06.1957      | сельхоз | *Туркестанская область  | [ ГС 17 ]  |
| 17  | Кан О Нам                       | 28.07.1926 — 22.10.1992  | Бригадир колхоза имени Энгельса Среднечирчикского района Ташкентской области                                | 25.12.1976      | сельхоз | **Ташкентская область   | [ ГС 18 ]  |
| 18  | Кан Сан-Ун                      | 04.10.1915 — 11.1970     | Агроном колхоза имени Димитрова Нижне-Чирчикского района Ташкентской области                                | 22.05.1951      | сельхоз | **Ташкентская область   | [ ГС 19 ]  |
| 19  | Кан Сон-Бон                     | 21.09.1914 — 25.02.2003  | Звеньевой колхоза имени Димитрова Нижне-Чирчикского района Ташкентской области                              | 17.07.1951      | сельхоз | **Ташкентская область   | [ ГС 20 ]  |
| 20  | Кан Трофим                      | 1909 — 13.04.1962        | Звеньевой колхоза имени Будённого Нижне-Чирчикского района Ташкентской области                              | 21.12.1953      | сельхоз | **Ташкентская область   | [ ГС 21 ]  |
| 21  | Кан Тю-Хон                      | 05.12.1903 — 24.09.1968  | Председатель колхоза имени Горького Каратальского района Талды-Курганской области                           | 28.03.1948      | сельхоз | *Алматинская область    | [ ГС 22 ]  |
| 22  | Кан Хе-Сук                      | 05.05.1895 — ????        | Звеньевая колхоза «Кум-жота» Свердловского района Джамбулской области                                       | 15.06.1950      | сельхоз | *Жамбылская область     | [ ГС 23 ]  |
| 23  | Ким Александр Иванович          | 22.10.1928 — ????        | Звеньевой колхоза имени Свердлова Верхне-Чирчикского района Ташкентской области                             | 17.07.1951      | сельхоз | **Ташкентская область   | [ ГС 24 ]  |
| 24  | Ким Алексей                     | 08.08.1924 — 16.11.2004  | Звеньевой колхоза имени Свердлова Верхне-Чирчикского района Ташкентской области                             | 17.07.1951      | сельхоз | **Ташкентская область   | [ ГС 25 ]  |
| 25  | Ким Анатолий                    | 28.12.1918 — 01.1982     | Бригадир колхоза имени Димитрова Нижне-Чирчикского района Ташкентской области                               | 22.05.1951      | сельхоз | **Ташкентская область   | [ ГС 26 ]  |
| 26  | Ким Василий                     | 1917 — ????              | Звеньевой колхоза «Новый путь» Нижне-Чирчикского района Ташкентской области                                 | 17.07.1951      | сельхоз | **Ташкентская область   | [ ГС 27 ]  |
| 27  | Ким Василий Михайлович          | 25.09.1918 — 11.05.1983  | Звеньевой колхоза «Правда» Верхне-Чирчикского района Ташкентской области                                    | 17.07.1951      | сельхоз | **Ташкентская область   | [ ГС 28 ]  |
| 28  | Ким Ге-Сун                      | 25.09.1913 — 28.09.1969  | Бригадир колхоза имени Свердлова Верхне-Чирчикского района Ташкентской области                              | 22.05.1951      | сельхоз | **Ташкентская область   | [ ГС 29 ]  |
| 29  | Ким Гым Сон                     | 1909 — ????              | Звеньевой колхоза имени Будённого Нижне-Чирчикского района Ташкентской области                              | 18.05.1949      | сельхоз | **Ташкентская область   | [ ГС 30 ]  |
| 30  | Ким Дмитрий Александрович       | 02.02.1918 — 18.11.1985  | Председатель колхоза имени Свердлова Верхне-Чирчикского района Ташкентской области                          | 22.05.1951      | сельхоз | **Ташкентская область   | [ ГС 31 ]  |
| 31  | Ким Дон-Гук                     | 12.01.1914 — 23.05.1992  | Бригадир колхоза имени Свердлова Верхне-Чирчикского района Ташкентской области                              | 22.05.1951      | сельхоз | **Ташкентская область   | [ ГС 32 ]  |
| 32  | Ким Дян-Дык                     | 26.02.1909 — 07.1982     | Председатель колхоза «МОПР» Каратальского района Талды-Курганской области                                   | 28.03.1948      | сельхоз | *Алматинская область    | [ ГС 33 ]  |
| 33  | Ким Екатерина Георгиевна        | 15.01.1930 — 19.06.2019  | Звеньевая колхоза имени Свердлова Верхне-Чирчикского района Ташкентской области                             | 21.12.1953      | сельхоз | **Ташкентская область   | [ ГС 34 ]  |
| 34  | Ким Ен-Сун (Ким Лидия Петровна) | 16.06.1926 — 15.01.2009  | Звеньевая колхоза имени Ворошилова Каратальского района Талды-Курганской области                            | 28.03.1948      | сельхоз | *Алматинская область    | [ ГС 35 ]  |
| 35  | Ким Ен-Так                      | 1910 — ????              | Звеньевой колхоза «Правда» Верхне-Чирчикского района Ташкентской области                                    | 17.07.1951      | сельхоз | **Ташкентская область   | [ ГС 36 ]  |
| 36  | Ким Ен-Хван                     | 25.10.1925 — 29.09.1982  | Звеньевой колхоза имени Микояна Нижне-Чирчикского района Ташкентской области                                | 17.07.1951      | сельхоз | **Ташкентская область   | [ ГС 37 ]  |
| 37  | Ким Ик-Се                       | 1894—1977                | Звеньевой колхоза «Авангард» Чиилийского района Кзыл-Ординской области                                      | 20.05.1949      | сельхоз | *Кызылординская область | [ ГС 38 ]  |
| 38  | Ким Илья                        | 04.03.1928 — 20.07.2000  | Звеньевой колхоза имени Будённого Нижне-Чирчикского района Ташкентской области                              | 18.05.1949      | сельхоз | **Ташкентская область   | [ ГС 39 ]  |
| 39  | Ким Илья                        | 17.09.1917 — 08.06.1998  | Звеньевой колхоза имени Микояна Нижне-Чирчикского района Ташкентской области                                | 17.07.1951      | сельхоз | **Ташкентская область   | [ ГС 40 ]  |
| 40  | Ким Ин-Бем                      | 1919 — ????              | Звеньевой колхоза имени Димитрова Нижне-Чирчикского района Ташкентской области                              | 17.07.1951      | сельхоз | **Ташкентская область   | [ ГС 41 ]  |
| 41  | Ким Иннокентий Александрович    | 26.06.1920 — 19.05.2004  | Бригадир колхоза имени Свердлова Верхне-Чирчикского района Ташкентской области                              | 22.05.1951      | сельхоз | **Ташкентская область   | [ ГС 42 ]  |
| 42  | Ким Ман-Сам                     | 1883—1964                | Звеньевой колхоза «Авангард» Чиилийского района Кзыл-Ординской области                                      | 20.05.1949      | сельхоз | *Кызылординская область | [ ГС 43 ]  |
| 43  | Ким Нам-Гук                     | 04.02.1916 — 05.09.1995  | Звеньевой колхоза имени Свердлова Верхне-Чирчикского района Ташкентской области                             | 22.05.1951      | сельхоз | **Ташкентская область   | [ ГС 44 ]  |
| 44  | Ким Николай                     | 12.08.1908 — 07.02.1997  | Бригадир колхоза «Полярная звезда» Средне-Чирчикского района Ташкентской области                            | 18.09.1950      | сельхоз | **Ташкентская область   | [ ГС 45 ]  |
| 45  | Ким Николай Васильевич          | 02.12.1904 — 20.07.1988  | Директор совхоза имени Аль-Хорезми Янгиарыкского района Хорезмской области                                  | 10.12.1973      | сельхоз | **Хорезмская область    | [ ГС 46 ]  |
| 46  | Ким Пен Чер                     | 17.12.1916 — 17.12.1976  | Старший конюх колхоза «Правда» Верхне-Чирчикского района Ташкентской области                                | 21.07.1949      | сельхоз | **Ташкентская область   | [ ГС 47 ]  |
| 47  | Ким Пенгир                      | 1899—1978                | Звеньевой колхоза «Полярная звезда» Средне-Чирчикского района Ташкентской области                           | 18.05.1949      | сельхоз | **Ташкентская область   | [ ГС 48 ]  |
| 48  | Ким Пендю                       | 1898 — ????              | Колхозник колхоза «Полярная звезда» Средне-Чирчикского района Ташкентской области                           | 13.06.1950      | сельхоз | **Ташкентская область   | [ ГС 49 ]  |
| 49  | Ким Пётр Сергеевич              | 15.09.1910 — 16.11.1979  | Старший агроном Уштобинской МТС Талды-Курганской области                                                    | 28.03.1948      | сельхоз | *Алматинская область    | [ ГС 50 ]  |
| 50  | Ким Сан Бок                     | 22.12.1927 — ????        | Звеньевой колхоза «Звезда» Нижне-Чирчикского района Ташкентской области                                     | 21.12.1953      | сельхоз | **Ташкентская область   | [ ГС 51 ]  |
| 51  | Ким Сенсу                       | 1900 — ????              | Бригадир колхоза «Полярная звезда» Средне-Чирчикского района Ташкентской области                            | 07.05.1951      | сельхоз | **Ташкентская область   | [ ГС 52 ]  |
| 52  | Ким Трофим                      | 25.02.1928 — ????        | Звеньевой колхоза имени Микояна Нижне-Чирчикского района Ташкентской области                                | 22.05.1951      | сельхоз | **Ташкентская область   | [ ГС 53 ]  |
| 53  | Ким Фёдор Дорофеевич            | 1906—1961                | Звеньевой колхоза имени Свердлова Верхне-Чирчикского района Ташкентской области                             | 22.05.1951      | сельхоз | **Ташкентская область   | [ ГС 54 ]  |
| 54  | Ким Хак-Гю                      | 1889—1966                | Колхозник колхоза «Гигант» Чиилийского района Кзыл-Ординской области                                        | 21.06.1950      | сельхоз | *Кызылординская область | [ ГС 55 ]  |
| 55  | Ким Хак-Сен                     | 15.05.1923 — ????        | Звеньевой колхоза имени Димитрова Нижне-Чирчикского района Ташкентской области                              | 17.07.1951      | сельхоз | **Ташкентская область   | [ ГС 56 ]  |
| 56  | Ким Хан-Гу                      | 09.07.1882 — 20.08.1967  | Звеньевой колхоза «Авангард» Чиилийского района Кзыл-Ординской области                                      | 20.05.1949      | сельхоз | *Кызылординская область | [ ГС 57 ]  |
| 57  | Ким Хен-Су                      | 14.06.1921 — 10.11.1989  | Звеньевой колхоза имени Свердлова Верхне-Чирчикского района Ташкентской области                             | 22.05.1951      | сельхоз | **Ташкентская область   | [ ГС 58 ]  |
| 58  | Ким Хи-Хак                      | 14.11.1908 — 18.04.1978  | Колхозник колхоза «Гигант» Чиилийского района Кзыл-Ординской области                                        | 21.06.1950      | сельхоз | *Кызылординская область | [ ГС 59 ]  |
| 59  | Ким Хон-Бин                     | 15.12.1902 — 09.08.1985  | Председатель колхоза «Авангард» Чиилийского района Кзыл-Ординской области                                   | 20.05.1949      | сельхоз | *Кызылординская область | [ ГС 60 ]  |
| 60  | Ким Хон-Себ                     | 18.11.1906 — 19.06.1966  | Бригадир полеводческой бригады колхоза «Дальний Восток» Каратальского района Талды-Курганской области       | 28.03.1948      | сельхоз | *Алматинская область    | [ ГС 61 ]  |
| 61  | Ким Чан-Бем                     | 1904 — 31.01.1974        | Бригадир полеводческой бригады колхоза имени Горького Каратальского района Талды-Курганской области         | 28.03.1948      | сельхоз | *Алматинская область    | [ ГС 62 ]  |
| 62  | Ким Чан-Ден                     | 1897—1962                | Звеньевой колхоза «Авангард» Чиилийского района Кзыл-Ординской области                                      | 20.05.1949      | сельхоз | *Кызылординская область | [ ГС 63 ]  |
| 63  | Ким Чан-Ен                      | 26.10.1914 — 14.01.1970  | Звеньевой колхоза имени Димитрова Нижне-Чирчикского района Ташкентской области                              | 17.07.1951      | сельхоз | **Ташкентская область   | [ ГС 64 ]  |
| 64  | Ким Чансе                       | 12.09.1914 — 12.09.1990  | Агроном колхоза «Полярная звезда» Средне-Чирчикского района Ташкентской области                             | 07.05.1951      | сельхоз | **Ташкентская область   | [ ГС 65 ]  |
| 65  | Ким Чен-Сек                     | 19.05.1923 — 11.09.1978  | Звеньевой колхоза имени Микояна Нижне-Чирчикского района Ташкентской области                                | 17.07.1951      | сельхоз | **Ташкентская область   | [ ГС 66 ]  |
| 66  | Ким Чун-Ман                     | 10.05.1898 — 1972        | Колхозник колхоза «Гигант» Чиилийского района Кзыл-Ординской области                                        | 21.06.1950      | сельхоз | *Кызылординская область | [ ГС 67 ]  |
| 67  | Ким Ян-Хван                     | 1884—1953                | Звеньевой колхоза имени Энгельса Нижне-Чирчикского района Ташкентской области                               | 17.07.1951      | сельхоз | **Ташкентская область   | [ ГС 68 ]  |
| 68  | Ли Александр                    | 1915 — ????              | Звеньевой колхоза имени Микояна Нижне-Чирчикского района Ташкентской области                                | 13.06.1950      | сельхоз | **Ташкентская область   | [ ГС 69 ]  |
| 69  | Ли Бен-Сер                      | 1899 — 06.11.1972        | Звеньевой колхоза «Авангард» Чиилийского района Кзыл-Ординской области                                      | 20.05.1949      | сельхоз | *Кызылординская область | [ ГС 70 ]  |
| 70  | Ли Бон-Сик                      | 14.01.1926 — 2000        | Звеньевой колхоза «Правда» Верхне-Чирчикского района Ташкентской области                                    | 17.07.1951      | сельхоз | **Ташкентская область   | [ ГС 71 ]  |
| 71  | Ли Бонсен                       | 1906 — 06.1980           | Бригадир колхоза «Полярная звезда» Средне-Чирчикского района Ташкентской области                            | 18.05.1949      | сельхоз | **Ташкентская область   | [ ГС 72 ]  |
| 72  | Ли Бончун                       | 02.04.1917 — 02.01.1970  | Звеньевой колхоза «Полярная звезда» Средне-Чирчикского района Ташкентской области                           | 18.05.1949      | сельхоз | **Ташкентская область   | [ ГС 73 ]  |
| 73  | Ли Борис                        | 07.02.1927 — 27.08.2003  | Звеньевой колхоза имени Ворошилова Нижне-Чирчикского района Ташкентской области                             | 17.07.1951      | сельхоз | **Ташкентская область   | [ ГС 74 ]  |
| 74  | Ли Гванок                       | 16.03.1914 — ????        | Колхозник колхоза «Полярная звезда» Средне-Чирчикского района Ташкентской области                           | 13.06.1950      | сельхоз | **Ташкентская область   | [ ГС 75 ]  |
| 75  | Ли Гирсен                       | 1900 — 10.05.1962        | Звеньевой колхоза «Полярная звезда» Средне-Чирчикского района Ташкентской области                           | 01.11.1951      | сельхоз | **Ташкентская область   | [ ГС 76 ]  |
| 76  | Ли Гым Нен                      | 15.04.1915 — 22.11.1979  | Бригадир хлопководческой бригады колхоза «Путь к коммунизму» Ильичёвского района Южно-Казахстанской области | 08.06.1957      | сельхоз | *Туркестанская область  | [ ГС 77 ]  |
| 77  | Ли До-Хен                       | 1920 — ????              | Звеньевой колхоза имени Димитрова Нижне-Чирчикского района Ташкентской области                              | 17.07.1951      | сельхоз | **Ташкентская область   | [ ГС 78 ]  |
| 78  | Ли Дюн Су                       | 11.12.1914 — 22.09.1970  | Агроном колхоза имени Энгельса Нижне-Чирчикского района Ташкентской области                                 | 21.12.1953      | сельхоз | **Ташкентская область   | [ ГС 79 ]  |
| 79  | Ли Ен-Бем                       | 01.10.1927 — 14.08.1979  | Директор птицесовхоза «Тарановский» Тарановского района Кустанайской области                                | 06.09.1973      | сельхоз | *Костанайская область   | [ ГС 80 ]  |
| 80  | Ли Ен-Гу                        | 1922 — ????              | Колхозник колхоза «Большевик» Чиилийского района Кзыл-Ординской области                                     | 21.06.1950      | сельхоз | *Кызылординская область | [ ГС 81 ]  |
| 81  | Ли Ен-Гын                       | 1903 — 12.03.1986        | Бригадир колхоза «Авангард» Чиилийского района Кзыл-Ординской области                                       | 20.05.1949      | сельхоз | *Кызылординская область | [ ГС 82 ]  |
| 82  | Ли Ен Хо                        | 01.12.1922 — 31.07.2011  | Звеньевой колхоза имени Свердлова Верхне-Чирчикского района Ташкентской области                             | 21.12.1953      | сельхоз | **Ташкентская область   | [ ГС 83 ]  |
| 83  | Ли Енсон                        | 17.10.1914 — ????        | Звеньевой колхоза «Полярная звезда» Средне-Чирчикского района Ташкентской области                           | 18.05.1949      | сельхоз | **Ташкентская область   | [ ГС 84 ]  |
| 84  | Ли И-Сон                        | 1915 — 09.09.1975        | Звеньевой колхоза «Правда» Верхне-Чирчикского района Ташкентской области                                    | 17.07.1951      | сельхоз | **Ташкентская область   | [ ГС 85 ]  |
| 85  | Ли Константин                   | 04.08.1920 — 11.02.1998  | Звеньевой колхоза имени Свердлова Верхне-Чирчикского района Ташкентской области                             | 22.05.1951      | сельхоз | **Ташкентская область   | [ ГС 86 ]  |
| 86  | Ли Любовь                       | 19.09.1924 — 28.11.2000  | Бригадир колхоза «Политотдел» Верхне-Чирчикского района Ташкентской области                                 | 05.11.1962      | сельхоз | **Ташкентская область   | [ ГС 87 ]  |
| 87  | Ли Мен-Хак                      | 10.12.1885 — ????        | Звеньевой колхоза имени Микояна Нижне-Чирчикского района Ташкентской области                                | 22.05.1951      | сельхоз | **Ташкентская область   | [ ГС 88 ]  |
| 88  | Ли Надежда                      | 1920—1952                | Звеньевая полеводческого звена колхоза «МОПР» Каратальского района Талды-Курганской области                 | 28.03.1948      | сельхоз | *Алматинская область    | [ ГС 89 ]  |
| 89  | Ли Николай                      | 1920—1978                | Звеньевой колхоза «Полярная звезда» Средне-Чирчикского района Ташкентской области                           | 18.05.1949      | сельхоз | **Ташкентская область   | [ ГС 90 ]  |
| 90  | Ли Пётр                         | род. 1931                | Звеньевой колхоза имени Микояна Нижне-Чирчикского района Ташкентской области                                | 13.06.1950      | сельхоз | **Ташкентская область   | [ ГС 91 ]  |
| 91  | Ли Пётр                         | 01.09.1925 — 06.01.2005  | Звеньевой колхоза имени Димитрова Нижне-Чирчикского района Ташкентской области                              | 17.07.1951      | сельхоз | **Ташкентская область   | [ ГС 92 ]  |
| 92  | Ли Сергей                       | 15.06.1912 — 1999        | Колхозник колхоза «Новая жизнь» Нижне-Чирчикского района Ташкентской области                                | 18.09.1950      | сельхоз | **Ташкентская область   | [ ГС 93 ]  |
| 93  | Ли Сынбон                       | 1919 — ????              | Колхозник колхоза «Полярная звезда» Средне-Чирчикского района Ташкентской области                           | 13.06.1950      | сельхоз | **Ташкентская область   | [ ГС 94 ]  |
| 94  | Ли Татьяна                      | 1923 — 12.02.2008        | Бригадир полеводческой бригады колхоза «Дальний Восток» Каратальского района Талды-Курганской области       | 28.03.1948      | сельхоз | *Алматинская область    | [ ГС 95 ]  |
| 95  | Ли Филипп Иванович              | 1913 — 15.04.1969        | Председатель колхоза имени III Интернационала Ильичёвского района Южно-Казахстанской области                | 08.06.1957      | сельхоз | *Туркестанская область  | [ ГС 96 ]  |
| 96  | Ли Филипп Иванович              | 03.04.1903 — 06.10.1981  | Бригадир тракторной бригады Уш-Тобинской МТС Каратальского района Талды-Курганской области                  | 20.05.1949      | сельхоз | *Алматинская область    | [ ГС 97 ]  |
| 97  | Ли Чан-Юр                       | 10.11.1924 — 26.05.1978  | Звеньевой колхоза имени Свердлова Верхне-Чирчикского района Ташкентской области                             | 22.05.1951      | сельхоз | **Ташкентская область   | [ ГС 98 ]  |
| 98  | Ли Чен-Гым                      | 06.02.1919 — 20.05.1986  | Звеньевой колхоза имени Свердлова Верхне-Чирчикского района Ташкентской области                             | 22.05.1951      | сельхоз | **Ташкентская область   | [ ГС 99 ]  |
| 99  | Лим Мен Гык                     | 13.02.1905 — 31.08.1975  | Председатель колхоза «Гигант» Задарьинского района Наманганской области                                     | 11.01.1957      | сельхоз | **Наманганская область  | [ ГС 100 ] |
| 100 | Лим Чан-Юр                      | 13.09.1903 — 21.08.2000  | Звеньевой колхоза «Правда» Верхне-Чирчикского района Ташкентской области                                    | 08.02.1954      | сельхоз | **Ташкентская область   | [ ГС 101 ] |
| 101 | Лю Ик Тю                        | 16.12.1914 — 09.1989     | Звеньевой колхоза имени Димитрова Нижне-Чирчикского района Ташкентской области                              | 21.12.1953      | сельхоз | **Ташкентская область   | [ ГС 102 ] |
| 102 | Мун Дя-Хен                      | 1887—1954                | Бригадир полеводческой бригады колхоза «МОПР» Каратальского района Талды-Курганской области                 | 28.03.1948      | сельхоз | *Алматинская область    | [ ГС 103 ] |
| 103 | Мун Ен Сик                      | 23.07.1903 — 18.09.1966  | Звеньевой колхоза имени Будённого Нижне-Чирчикского района Ташкентской области                              | 18.05.1949      | сельхоз | **Ташкентская область   | [ ГС 104 ] |
| 104 | Мун Капитолина Ивановна         | 1925 — 04.03.1988        | Звеньевая колхоза «МОПР» Каратальского района Талды-Курганской области                                      | 28.03.1948      | сельхоз | *Алматинская область    | [ ГС 105 ] |
| 105 | Нам Бен-Ги                      | 1909—1954                | Звеньевой колхоза имени Димитрова Нижне-Чирчикского района Ташкентской области                              | 17.07.1951      | сельхоз | **Ташкентская область   | [ ГС 106 ] |
| 106 | Нигай Константин Иванович       | 20.03.1913 — 17.04.1990  | Бригадир колхоза «Гигант» Чиилийского района Кзыл-Ординской области                                         | 21.06.1950      | сельхоз | *Кызылординская область | [ ГС 107 ] |
| 107 | Но Филипп                       | 16.03.1929 — 23.12.1971  | Старший табунщик колхоза «Имано-Вакский» Каратальского района Талды-Курганской области                      | 09.07.1949      | сельхоз | *Алматинская область    | [ ГС 108 ] |
| 108 | Ню Квансен                      | 1886 — ????              | Колхозник колхоза имени Сталина Вазирского сельсовета Гурленского района Хорезмской области                 | 13.06.1950      | сельхоз | **Хорезмская область    | [ ГС 109 ] |
| 109 | Пай Нам-Себ                     | 13.03.1908 — 03.12.1976  | Бригадир тракторной бригады 2-й Нижне-Чирчикской МТС Ташкентской области                                    | 15.10.1951      | сельхоз | **Ташкентская область   | [ ГС 110 ] |
| 110 | Пак Алексей Андреевич           | 17.03.1913 — 18.06.1973  | Директор Кустанайского совхоза Карабалыкского района Кустанайской области                                   | 11.01.1957      | сельхоз | *Костанайская область   | [ ГС 111 ] |
| 111 | Пак Бончун                      | 08.02.1926 — 20.11.2013  | Колхозник колхоза «Полярная звезда» Средне-Чирчикского района Ташкентской области                           | 13.06.1950      | сельхоз | **Ташкентская область   | [ ГС 112 ] |
| 112 | Пак Валентин                    | 06.03.1923 — 06.01.1993  | Звеньевой колхоза имени Свердлова Верхне-Чирчикского района Ташкентской области                             | 22.05.1951      | сельхоз | **Ташкентская область   | [ ГС 113 ] |
| 113 | Пак Василий                     | 30.12.1916 — 16.05.1986  | Бригадир колхоза имени Свердлова Верхне-Чирчикского района Ташкентской области                              | 22.05.1951      | сельхоз | **Ташкентская область   | [ ГС 114 ] |
| 114 | Пак Гван Ок                     | 1922 — ????              | Звеньевая колхоза имени Будённого Нижне-Чирчикского района Ташкентской области                              | 18.05.1949      | сельхоз | **Ташкентская область   | [ ГС 115 ] |
| 115 | Пак Гвон-Сун                    | 21.08.1913 — ????        | Бригадир колхоза «Правда» Верхне-Чирчикского района Ташкентской области                                     | 22.05.1951      | сельхоз | **Ташкентская область   | [ ГС 116 ] |
| 116 | Пак Гым Сен                     | 05.03.1922 — 31.08.2002  | Звеньевая колхоза «МОПР» Каратальского района Талды-Курганской области                                      | 28.03.1948      | сельхоз | *Алматинская область    | [ ГС 117 ] |
| 117 | Пак Дихен                       | 1901 — 07.08.1978        | Колхозник колхоза «Гигант» Чиилийского района Кзыл-Ординской области                                        | 21.06.1950      | сельхоз | *Кызылординская область | [ ГС 118 ] |
| 118 | Пак Дин-Себ                     | 07.02.1921 — 23.07.2000  | Звеньевой колхоза имени Свердлова Верхне-Чирчикского района Ташкентской области                             | 22.05.1951      | сельхоз | **Ташкентская область   | [ ГС 119 ] |
| 119 | Пак Донер                       | 26.02.1888 — 20.03.1971  | Колхозник колхоза «Большевик» Чиилийского района Кзыл-Ординской области                                     | 21.06.1950      | сельхоз | *Кызылординская область | [ ГС 120 ] |
| 120 | Пак Дюн-Гер                     | 1913 — ????              | Звеньевой колхоза имени Димитрова Нижне-Чирчикского района Ташкентской области                              | 17.07.1951      | сельхоз | **Ташкентская область   | [ ГС 121 ] |
| 121 | Пак Елена Александровна         | 26.02.1909 — ????        | Бригадир полеводческой бригады колхоза «МОПР» Каратальского района Талды-Курганской области                 | 28.03.1948      | сельхоз | *Алматинская область    | [ ГС 122 ] |
| 122 | Пак Ён-ок                       | 12.02.1912 — 31.05.1991  | Звеньевой колхоза «Северный маяк» Средне-Чирчикского района Ташкентской области                             | 02.08.1949      | сельхоз | **Ташкентская область   | [ ГС 123 ] |
| 123 | Пак Иван Афанасьевич            | 1912 — 01.1982           | Звеньевой колхоза имени Ворошилова Нижне-Чирчикского района Ташкентской области                             | 17.07.1951      | сельхоз | **Ташкентская область   | [ ГС 124 ] |
| 124 | Пак Ин-Бок                      | 15.09.1922 — 07.08.1972  | Звеньевой колхоза имени Микояна Нижне-Чирчикского района Ташкентской области                                | 17.07.1951      | сельхоз | **Ташкентская область   | [ ГС 125 ] |
| 125 | Пак Моисей Иванович             | 10.03.1910 — 15.11.1978  | Бригадир колхоза имени Димитрова Нижне-Чирчикского района Ташкентской области                               | 23.08.1951      | сельхоз | **Ташкентская область   | [ ГС 126 ] |
| 126 | Пак Моисей                      | 21.11.1914 — 30.12.1980  | Звеньевой колхоза имени Микояна Нижне-Чирчикского района Ташкентской области                                | 17.07.1951      | сельхоз | **Ташкентская область   | [ ГС 127 ] |
| 127 | Пак Мун-Сим                     | 01.12.1906 — ????        | Бригадир колхоза имени Микояна Нижне-Чирчикского района Ташкентской области                                 | 22.05.1951      | сельхоз | **Ташкентская область   | [ ГС 128 ] |
| 128 | Пак Надежда                     | 12.07.1920 — 03.03.1993  | Звеньевая колхоза «МОПР» Каратальского района Талды-Курганской области                                      | 28.03.1948      | сельхоз | *Алматинская область    | [ ГС 129 ] |
| 129 | Пак Николай                     | 20.11.1928 — 13.09.1969  | Звеньевой колхоза имени Микояна Нижне-Чирчикского района Ташкентской области                                | 22.05.1951      | сельхоз | **Ташкентская область   | [ ГС 130 ] |
| 130 | Пак Николай                     | 07.02.1927 — 23.11.1983  | Бригадир колхоза «Коммунизм» Гурленского района Хорезмской области                                          | 23.06.1966      | сельхоз | **Хорезмская область    | [ ГС 131 ] |
| 131 | Пак Николай Васильевич          | 01.01.1926 — 1989        | Звеньевой свекловодческого звена колхоза имени Горького Каратальского района Талды-Курганской области       | 28.03.1948      | сельхоз | *Алматинская область    | [ ГС 132 ] |
| 132 | Пак Пётр Павлович               | 1905—1963                | Звеньевой колхоза «Кзыл-Ту» Казалинского района Кзыл-Ординской области                                      | 20.05.1949      | сельхоз | *Кызылординская область | [ ГС 133 ] |
| 133 | Пак Хак-Сон                     | 19.09.1924 — 29.08.1991  | Звеньевой колхоза имени Димитрова Нижне-Чирчикского района Ташкентской области                              | 22.05.1951      | сельхоз | **Ташкентская область   | [ ГС 134 ] |
| 134 | Пак Хон-Сик                     | 1915 — 06.1971           | Звеньевой свекловодческого звена колхоза имени Горького Каратальского района Талды-Курганской области       | 28.03.1948      | сельхоз | *Алматинская область    | [ ГС 135 ] |
| 135 | Пак Чанер                       | 1906 — 20.03.1959        | Колхозник колхоза «Гигант» Чиилийского района Кзыл-Ординской области                                        | 21.06.1950      | сельхоз | *Кызылординская область | [ ГС 136 ] |
| 136 | Пак Че-Лок                      | 01.05.1914 — 1977        | Председатель колхоза имени Микояна Нижне-Чирчикского района Ташкентской области                             | 13.06.1950      | сельхоз | **Ташкентская область   | [ ГС 137 ] |
| 137 | Пак Чен-Ир                      | 05.05.1896 — 31.01..1977 | Колхозник колхоза «III Интернационал» Кармакчинского района Кзыл-Ординской области                          | 21.06.1950      | сельхоз | *Кызылординская область | [ ГС 138 ] |
| 138 | Пак Чи-Сун                      | 22.11.1908 — 15.06.1994  | Звеньевой колхоза «Правда» Верхне-Чирчикского района Ташкентской области                                    | 17.07.1951      | сельхоз | **Ташкентская область   | [ ГС 139 ] |
| 139 | Пан Мун-Гук                     | 27.12.1904 — 30.01.1981  | Колхозник колхоза «Гигант» Чиилийского района Кзыл-Ординской области                                        | 21.06.1950      | сельхоз | *Кызылординская область | [ ГС 140 ] |
| 140 | Пя Чан Себ                      | 1907 — ????              | Звеньевой колхоза имени Ленина Средне-Чирчикского района Ташкентской области                                | 18.05.1949      | сельхоз | **Ташкентская область   | [ ГС 141 ] |
| 141 | Сон Сын-Себ                     | 01.06.1922 — 27.02.2014  | Звеньевой колхоза имени Микояна Нижне-Чирчикского района Ташкентской области                                | 22.05.1951      | сельхоз | **Ташкентская область   | [ ГС 142 ] |
| 142 | Сон Чунхва                      | 26.12.1912 — 12.10.1989  | Звеньевой колхоза «Полярная звезда» Средне-Чирчикского района Ташкентской области                           | 01.11.1951      | сельхоз | **Ташкентская область   | [ ГС 143 ] |
| 143 | Тен Алексей                     | 27.01.1921 — 10.11.1968  | Звеньевой колхоза имени Будённого Нижне-Чирчикского района Ташкентской области                              | 15.10.1951      | сельхоз | **Ташкентская область   | [ ГС 144 ] |
| 144 | Тен Валентин                    | 1921 — 18.05.1961        | Звеньевой колхоза имени Энгельса Нижне-Чирчикского района Ташкентской области                               | 17.07.1951      | сельхоз | **Ташкентская область   | [ ГС 145 ] |
| 145 | Тен Владимир                    | 01.02.1922 — ????        | Звеньевой колхоза имени Димитрова Нижне-Чирчикского района Ташкентской области                              | 18.09.1950      | сельхоз | **Ташкентская область   | [ ГС 146 ] |
| 146 | Тен Дюн-Гир                     | 19.10.1903 — 20.11.1981  | Колхозник колхоза «Гигант» Чиилийского района Кзыл-Ординской области                                        | 21.06.1950      | сельхоз | *Кызылординская область | [ ГС 147 ] |
| 147 | Тен Енсеб                       | 1912 — 27.09.1987        | Агроном колхоза «Полярная звезда» Средне-Чирчикского района Ташкентской области                             | 18.05.1949      | сельхоз | **Ташкентская область   | [ ГС 148 ] |
| 148 | Тен Ен-Хва                      | 1900 — ????              | Звеньевой колхоза «Дальний Восток» Каратальского района Талы-Курганской области                             | 20.05.1949      | сельхоз | *Алматинская область    | [ ГС 149 ] |
| 149 | Тен Манбок                      | род. 1925                | Звеньевой колхоза «Полярная звезда» Средне-Чирчикского района Ташкентской области                           | 18.05.1949      | сельхоз | **Ташкентская область   | [ ГС 150 ] |
| 150 | Тен Сергей Васильевич           | 08.1919 — 24.01.1987     | Бригадир колхоза имени Микояна Нижне-Чирчикского района Ташкентской области                                 | 22.05.1951      | сельхоз | **Ташкентская область   | [ ГС 151 ] |
| 151 | Тин Чан Ён                      | 04.12.1900 — 23.11.1977  | Председатель колхоза имени Будённого Нижне-Чирчикского района Ташкентской области                           | 18.05.1949      | сельхоз | **Ташкентская область   | [ ГС 152 ] |
| 152 | Тон Бенхун                      | 11.07.1905 — 26.08.1981  | Колхозник колхоза «Полярная звезда» Средне-Чирчикского района Ташкентской области                           | 18.09.1950      | сельхоз | **Ташкентская область   | [ ГС 153 ] |
| 153 | Тян Гым-Чер                     | 29.07.1916 — 21.01.1999  | Агроном колхоза «Авангард» Чиилийского района Кзыл-Ординской области                                        | 20.05.1949      | сельхоз | *Кызылординская область | [ ГС 154 ] |
| 154 | Хан Александра Степановна       | 17.11.1906 — 08.05.1988  | Бригадир рыболовецкой бригады управления сейнерного флота Сахалинрыбпрома, Сахалинская область              | 07.03.1960      | рыбхоз  | ***Сахалинская область  | [ ГС 155 ] |
| 155 | Хан Валентин Андреевич          | 25.01.1913 — 10.1994     | Председатель колхоза имени Энгельса Нижне-Чирчикского района Ташкентской области                            | 21.12.1953      | сельхоз | **Ташкентская область   | [ ГС 156 ] |
| 156 | Хан Дикчун                      | 12.11.1909 — 10.10.1961  | Бригадир тракторной бригады 2-й Средне-Чирчикской МТС Средне-Чирчикского района Ташкентской области         | 18.05.1949      | сельхоз | **Ташкентская область   | [ ГС 157 ] |
| 157 | Хан Леонид Игнатьевич           | 18.11.1930 — 20.09.2013  | Звеньевой колхоза имени Энгельса Нижне-Чирчикского района Ташкентской области                               | 17.07.1951      | сельхоз | **Ташкентская область   | [ ГС 158 ] |
| 158 | Хан Пётр                        | 13.06.1922 — 11.01.2004  | Звеньевой колхоза имени Микояна Нижне-Чирчикского района Ташкентской области                                | 17.07.1951      | сельхоз | **Ташкентская область   | [ ГС 159 ] |
| 159 | Хан Роман Васильевич            | 15.01.1912 — 1982        | Бригадир колхоза «Гигант» Чиилийского района Кзыл-Ординской области                                         | 21.06.1950      | сельхоз | *Кызылординская область | [ ГС 160 ] |
| 160 | Хан Сергей                      | 09.11.1927 — 18.05.1969  | Звеньевой колхоза имени Энгельса Нижне-Чирчикского района Ташкентской области                               | 17.07.1951      | сельхоз | **Ташкентская область   | [ ГС 161 ] |
| 161 | Хан Ун-Сек                      | 06.09.1924 — 24.05.1997  | Звеньевой колхоза имени Свердлова Верхне-Чирчикского района Ташкентской области                             | 22.05.1951      | сельхоз | **Ташкентская область   | [ ГС 162 ] |
| 162 | Хван Александра Павловна        | 11.08.1929 — ????        | Колхозница колхоза «Гигант» Чиилийского района Кзыл-Ординской области                                       | 21.06.1950      | сельхоз | *Кызылординская область | [ ГС 163 ] |
| 163 | Хван Ман Гым Григорьевич        | 25.12.1919 — 12.07.1997  | Председатель колхоза «Политотдел» Верхне-Чирчикского района Ташкентской области                             | 11.01.1957      | сельхоз | **Ташкентская область   | [ ГС 164 ] |
| 164 | Хван Павел Александрович        | 30.06.1915 — 17.09.1982  | Звеньевой колхоза имени Будённого Нижне-Чирчикского района Ташкентской области                              | 15.10.1951      | сельхоз | **Ташкентская область   | [ ГС 165 ] |
| 165 | Хван Сергей Григорьевич         | 13.06.1916 — 19.06.1983  | Председатель колхоза «Путь к коммунизму» Ильичёвского района Южно-Казахстанской области                     | 08.06.1957      | сельхоз | *Туркестанская область  | [ ГС 166 ] |
| 166 | Хван Чан-Ир                     | 1893 — 19.03.1966        | Звеньевой колхоза «Авангард» Чиилийского района Кзыл-Ординской области                                      | 20.05.1949      | сельхоз | *Кызылординская область | [ ГС 167 ] |
| 167 | Хе Бен-Хи                       | 19.04.1910 — ????        | Колхозник колхоза «Большевик» Чиилийского района Кзыл-Ординской области                                     | 21.06.1950      | сельхоз | *Кызылординская область | [ ГС 168 ] |
| 168 | Хе Ден-Ер                       | 1913 — 07.05.1983        | Звеньевой колхоза имени Димитрова Нижне-Чирчикского района Ташкентской области                              | 17.07.1951      | сельхоз | **Ташкентская область   | [ ГС 169 ] |
| 169 | Хе Се-Ун                        | 28.07.1893 — 17.07.1970  | Звеньевой колхоза «Авангард» Чиилийского района Кзыл-Ординской области                                      | 20.05.1949      | сельхоз | *Кызылординская область | [ ГС 170 ] |
| 170 | Хон Николай                     | 09.01.1923 — 02.10.1992  | Звеньевой колхоза «Правда» Верхне-Чирчикского района Ташкентской области                                    | 17.07.1951      | сельхоз | **Ташкентская область   | [ ГС 171 ] |
| 171 | Хэ Донюн                        | 1896 — ????              | Звеньевой колхоза «Полярная звезда» Средне-Чирчикского района Ташкентской области                           | 01.11.1951      | сельхоз | **Ташкентская область   | [ ГС 172 ] |
| 172 | Хэ Рим                          | 02.1907 — 25.10.1978     | Колхозник колхоза «Полярная звезда» Средне-Чирчикского района Ташкентской области                           | 13.06.1950      | сельхоз | **Ташкентская область   | [ ГС 173 ] |
| 173 | Хэ Сергей                       | 15.01.1918 — 05.04.1994  | Звеньевой колхоза «Полярная звезда» Средне-Чирчикского района Ташкентской области                           | 18.05.1949      | сельхоз | **Ташкентская область   | [ ГС 174 ] |
| 174 | Цай Алексей Николаевич          | 26.11.1917 — 27.09.1984  | Бригадир колхоза имени Свердлова Верхне-Чирчикского района Ташкентской области                              | 22.05.1951      | сельхоз | **Ташкентская область   | [ ГС 175 ] |
| 175 | Цай Ден Хак                     | 14.04.1913 — 05.05.1984  | Председатель колхоза «III Интернационал» Кармакчинского района Кзыл-Ординской области                       | 23.06.1966      | сельхоз | *Кызылординская область | [ ГС 176 ] |
| 176 | Цай Рен                         | 10.03.1910 — ????        | Звеньевая колхоза «Дальний Восток» Каратальского района Талды-Курганской области                            | 28.03.1948      | сельхоз | *Алматинская область    | [ ГС 177 ] |
| 177 | Цой Бонсо                       | 25.04.1912 — 20.05.1964  | Бригадир колхоза «Полярная звезда» Средне-Чирчикского района Ташкентской области                            | 07.05.1951      | сельхоз | **Ташкентская область   | [ ГС 178 ] |
| 178 | Цой Геннадий                    | 17.08.1915 — ????        | Звеньевой колхоза имени Микояна Нижне-Чирчикского района Ташкентской области                                | 22.05.1951      | сельхоз | **Ташкентская область   | [ ГС 179 ] |
| 179 | Цой Ги-Хва                      | 1911 — 09.09.1989        | Звеньевой колхоза «Кантонская коммуна» Тереньузякского района Кзыл-Ординской области                        | 20.05.1949      | сельхоз | *Кызылординская область | [ ГС 180 ] |
| 180 | Цой Дяим                        | 1906—1994                | Бригадир кормовой бригады колхоза «Полярная звезда» Средне-Чирчикского района Ташкентской области           | 01.11.1951      | сельхоз | **Ташкентская область   | [ ГС 181 ] |
| 181 | Цой Зя-Ир                       | 17.02.1906 — 17.09.1982  | Директор Уштобинской МТС Каратальского района Талды-Курганской области                                      | 28.03.1948      | сельхоз | *Алматинская область    | [ ГС 182 ] |
| 182 | Цой Иван Антонович              | 05.03.1901 — 24.12.1976  | Председатель колхоза «Правда» Верхне-Чирчикского района Ташкентской области                                 | 21.12.1953      | сельхоз | **Ташкентская область   | [ ГС 183 ] |
| 183 | Цой Иван Зосимович              | 18.03.1924 — 2006        | Звеньевой колхоза «Красная Звезда» Яны-Курганского района Кзыл-Ординской области                            | 20.05.1949      | сельхоз | *Кызылординская область | [ ГС 184 ] |
| 184 | Цой Иван                        | 06.06.1914 — 24.04.1991  | Бригадир тракторной бригады 1 Верхне-Чирчикской МТС Ташкентской области                                     | 21.12.1953      | сельхоз | **Ташкентская область   | [ ГС 185 ] |
| 185 | Цой Моисей Андреевич            | 19.04.1904 — ????        | Звеньевой колхоза имени Горького Каратальского района Талды-Курганской области                              | 28.03.1948      | сельхоз | *Алматинская область    | [ ГС 186 ] |
| 186 | Цой Николай                     | 06.08.1925 — 06.2002     | Звеньевой колхоза имени Микояна Нижне-Чирчикского района Ташкентской области                                | 17.07.1951      | сельхоз | **Ташкентская область   | [ ГС 187 ] |
| 187 | Цой Ольга Семёновна             | 08.12.1924 — 29.06.2000  | Звеньевая колхоза имени Ворошилова Каратальского района Талды-Курганской области                            | 28.03.1948      | сельхоз | *Алматинская область    | [ ГС 188 ] |
| 188 | Цой Павел Николаевич            | 26.12.1926 — 14.06.1987  | Звеньевой колхоза имени Свердлова Верхне-Чирчикского района Ташкентской области                             | 17.07.1951      | сельхоз | **Ташкентская область   | [ ГС 189 ] |
| 189 | Цой Пон-Нам                     | 1912—1978                | Бригадир колхоза «Правда» Верхне-Чирчикского района Ташкентской области                                     | 08.02.1954      | сельхоз | **Ташкентская область   | [ ГС 190 ] |
| 190 | Цой Сергей Бонхович             | 1913 — 07.04.1985        | Звеньевой колхоза «Новая жизнь» Нижне-Чирчикского района Ташкентской области                                | 15.10.1951      | сельхоз | **Ташкентская область   | [ ГС 191 ] |
| 191 | Цой Сын-Гук                     | 28.11.1919 — 15.09.1991  | Звеньевой колхоза имени Свердлова Верхне-Чирчикского района Ташкентской области                             | 22.05.1951      | сельхоз | **Ташкентская область   | [ ГС 192 ] |
| 192 | Цой Фирму                       | 28.01.1916 — 05.03.1994  | Комбайнер Уш-Тобинской МТС Каратальского района Талды-Курганской области                                    | 23.06.1950      | сельхоз | *Жетысуская область     | [ ГС 193 ] |
| 193 | Цой Чан-Гын                     | 1915 — 18.06.1986        | Колхозник колхоза «Красный Восток» Каратальского района Талды-Курганской области                            | 23.06.1950      | сельхоз | *Жетысуская область     | [ ГС 194 ] |
| 194 | Цой Чун-Се                      | 02.02.1908 — 10.06.1999  | Звеньевой колхоза «Авангард» Чиилийского района Кзыл-Ординской области                                      | 20.05.1949      | сельхоз | *Кызылординская область | [ ГС 195 ] |
| 195 | Цой Юн-Хон                      | 20.02.1911 — 16.06.1998  | Колхозник колхоза «Гигант» Чиилийского района Кзыл-Ординской области                                        | 21.06.1950      | сельхоз | *Кызылординская область | [ ГС 196 ] |
| 196 | Чжен Ги-Тхя                     | 25.08.1901 — 12.01.1983  | Звеньевой колхоза имени Будённого Нижне-Чирчикского района Ташкентской области                              | 15.10.1951      | сельхоз | **Ташкентская область   | [ ГС 197 ] |
| 197 | Шин Ден-Дик                     | 20.10.1909 — 24.11.1987  | Председатель колхоза имени Димитрова Нижне-Чирчикского района Ташкентской области                           | 22.05.1951      | сельхоз | **Ташкентская область   | [ ГС 198 ] |
| 198 | Шин Ермолай                     | 20.01.1922 — 20.11.1974  | Звеньевой колхоза имени Димитрова Нижне-Чирчикского района Ташкентской области                              | 22.05.1951      | сельхоз | **Ташкентская область   | [ ГС 199 ] |
| 199 | Шин Константин                  | 27.03.1921 — 2000        | Звеньевой колхоза «Новая жизнь» Нижне-Чирчикского района Ташкентской области                                | 18.09.1950      | сельхоз | **Ташкентская область   | [ ГС 200 ] |
| 200 | Шин Сын-Ги                      | 05.05.1895 — 1972        | Звеньевой колхоза имени Будённого Нижне-Чирчикского района Ташкентской области                              | 15.10.1951      | сельхоз | **Ташкентская область   | [ ГС 201 ] |
| 201 | Шин Хен-Мун                     | 1911—1961                | Председатель колхоза «Дальний Восток» Каратальского района Талды-Курганской области                         | 28.03.1948      | сельхоз | *Алматинская область    | [ ГС 202 ] |
| 202 | Эм Гван-Бон                     | 25.09.1922 — 11.08.1980  | Звеньевой колхоза «Правда» Верхне-Чирчикского района Ташкентской области                                    | 22.05.1951      | сельхоз | **Ташкентская область   | [ ГС 203 ] |
| 203 | Югай Герман                     | 19.02.1920 — 19.12.1979  | Колхозник колхоза имени Сталина Вазирского сельсовета Гурленского района Хорезмской области                 | 13.06.1950      | сельхоз | **Хорезмская область    | [ ГС 204 ] |
| 204 | Югай Ман Ден                    | 1906 — 01.04.1980        | Бригадир колхоза «Новая жизнь» Нижне-Чирчикского района Ташкентской области                                 | 18.09.1950      | сельхоз | **Ташкентская область   | [ ГС 205 ] |
| 205 | Ян Чун-Сик                      | 1901 — 20.07.1973        | Председатель колхоза «Кум-жота» Свердловского района Джамбулской области                                    | 15.06.1950      | сельхоз | *Жамбылская область     | [ ГС 206 ] |